# Microphorella merzi
Microphorella merzi is een vliegensoort uit de familie van de dansvliegen (Empididae). De wetenschappelijke naam van de soort is voor het eerst geldig gepubliceerd in 2003 door Gatt, P.